# Вулиця Музейна (Брюховичі)
Ву́лиця Музе́йна — вулиця у смт Брюховичі, підпорядкованому Шевченківському району Львова. Починається між будинками на вулиці Львівській, 48 і 50 та закінчується вузькою стежкою, що прямує за межі Брюховичів, до села Малі Грибовичі. 

## Назва
Вулиця названа на честь музею модерної скульптури Михайла Дзиндри, відкритого 2005 року на цій вулиці.

## Забудова
У забудові вулиці Музейної переважає садибна забудова 1930—2000-х років.
№ 16 — Музей модерної скульптури Михайла Дзиндри, створений за власної ініціативи та коштів скульптора Михайла Дзиндри. 27 квітня 2005 року Михайло Дзиндра безкоштовно передав приміщення разом зі збіркою власних робіт Львівській галереї мистецтв. Музей являє собою один величезний зал, де розташовані 807 скульптур та понад 800 малюнків митця.